# 小鰭無足狼鳚
小鰭無足狼鳚，為輻鰭魚綱鱸形目绵鳚亞目绵鳚科的其中一種，分布於西北太平洋區，包括日本、鄂霍次克海及白令海等海域，屬深海底棲性魚類，棲息深度在水深50至1780公尺，體長可達7.7公分。

## 扩展阅读
維基物種上的相關：小鰭無足狼鳚